# Michel Nykiel
Michel Nykiel (* 6. Januar 1958 in Wałbrzych; † 7. Oktober 2014 in Taba, Ägypten) war ein polnischer Fußballspieler.

## Sportlicher Werdegang
Nykiel begann seine Karriere bei Górnik Wałbrzych in seiner Geburtsstadt. Dort debütierte er Ende der 1970er Jahre beim seinerzeitigen Zweitligisten, mit dem er 1983 in die 1. Liga aufstieg. Später wechselte er zum unterklassig antretenden Ortsrivalen Zagłębie Wałbrzych, 1994 beendete er bei Lechia Dzierżoniów seine aktive Laufbahn.
Nach Ende seiner Karriere studierte Nykiel an der Technischen Universität Breslau Mathematik. Er und seine Frau starben am 7. Oktober 2014 in Ägypten.